# Johann Wagenaar
Johan Wagenaar (Utrecht, 1 de novembre, 1862 - La Haia, 17 de juny, 1941), va ser un compositor i organista holandès.

## Biografia
Johan Wagenaar va néixer del noble Cypriaan Gerard Berger van Hengst. La mare era d'origen humil i les circumstàncies socials de l'època no permetien el matrimoni. Wagenaar va créixer en unes circumstàncies força pobres i se li va posar el cognom de la seva mare.
Tot i que el talent musical va aparèixer aviat, Wagenaar no va rebre lliçons de piano, violí, teoria i composició fins als 13 anys. Els seus primers professors d'orgue van ser el compositor Rijk Hol i l'organista Samuel de Lange. El 1892 va prendre lliçons de contrapunt amb Heinrich von Herzogenberg a Berlín.
Wagenaar va tocar com a violinista a l'orquestra de la ciutat d'Utrecht. Des de 1887 ocupava una plaça de professor de teoria a l'escola de música d'Utrecht, i el 1888 era -entre altres coses- per la seva interpretació de les obres de Bach i com a improvisador-organista a la catedral d'Utrecht. El 1896 va ser nomenat cap de l'escola de música d'Utrecht. El 1916 va rebre un doctorat honoris causa per la Universitat d'Utrecht. De 1919 a 1937 Wagenaar va ser director del Conservatori Reial de l'Haia. També va treballar com a director de cor a Utrecht, Arnhem, Leiden i La Haia, i va dirigir les estrenes holandeses de nombroses composicions nacionals i estrangeres.
Entre els estudiants de Wagenaar hi havia Willem Pijper, Helena Johanna van Lunteren-Hansen, Peter van Anrooy i el seu fill Bernard Wagenaar.
La seva tomba es troba al cementiri holandès Oud Eik en Duinen a La Haia.

## Treballs
Com un dels principals compositors holandesos de la seva època, Wagenaar va crear òperes, cantates, música d'orgue i obres orquestrals, especialment diverses obertures. En les seves composicions orquestrades amb colors, que sovint presenten elements humorístics en les obres musicals-dramàtiques, es poden reconèixer les influències estilístiques d'Hector Berlioz i, encara més, les de Richard Strauss.

## Selecció de treball
- De schipbreuk, Cantata (1889)
- De doge van Venetië, Òpera basada en Shakespeare (1899)
- Driekoningenavond, Obertura basada en Shakespeare
- King Lear, Obertura op. 9, basada en Shakespeare
- Cyrano de Bergerac, Obertura op. 23 (1905)
- Saul en David, poesia simfònica op. 24 (1906)
- De getemde feeks, Obertura basada en Shakespeare (1909)
- De Cid, Òpera (1916)
- Amphitrion, Obertura op. 45 (1938)
- Calme des nuits, per Cor a cappella